# Ralf Moll
Ralf Moll (* 9. November 1966 in Düren) ist ein deutscher Ökotrophologe und Sachbuchautor.

## Leben
Ralf Moll studierte von 1987 bis 1992 Ernährungswissenschaft an der Fachhochschule in Mönchengladbach, seine Diplomarbeit hatte das Thema Rohkost-Immunsystem-Allergien. Anschließend war er von Juni 1992 bis Dezember 1995 an einer Fachklinik für Naturheilkunde, Ernährungsmedizin und Stoffwechselerkrankungen in Villingen-Schwenningen tätig.
Im Jahr 1996 machte er sich selbstständig und eröffnete das „Fastenzentrum Birkhalde“ in Bergfelden, einem Ortsteil der Stadt Sulz am Neckar. Das Angebot umfasst wöchentliche Fastenseminare mit Fastenwandern. Hinzu kamen 1998 entsprechende Angebote auf La Palma und in der Toskana. Moll hält Vortrage rund um Fitness und Fasten auf Fachmessen, Kongressen und Veranstaltungen, zudem publiziert er als Sachbuchautor.

## Eingetragene Marken
Moll hat sich die Bezeichnungen „Typgerecht Fasten“, „Typfasten“ und „Suppenfasten“ als Marken eintragen und damit schützen lassen.

## Publikationen
- Schachmatt den Allergien. Schnitzer Verlag, St. Georgen im Schwarzwald 1994, ISBN 3-922894-54-2.
- Allergiekost für Mutter und Kind. Econ & List Verlag, München 1998, ISBN 3-612-20618-4.
- Natürliche Nahrung für mein Baby: Vom Stillen zur gesunden Säuglingskost. Fit-fürs-Leben-Verlag, Weil der Stadt 1999, ISBN 3-89881-509-9.
- Übergewicht durch Allergien. Econ & List Verlag, München 1999 ISBN 3-612-20649-4.
- Typgerechtes Fasten leicht gemacht. Trias Verlag, Stuttgart 2000, ISBN 3-89373-948-3.
- Brottrunk: Der Natursaft für Stoffwechsel und Verdauung. Econ & List, München 2001, ISBN 3-548-71038-7.
- Individuell Fasten. Südwest Verlag, München 2009, ISBN 978-3-517-08501-2.
- Typgerecht entsäuern. Südwest Verlag, München 2011, ISBN 978-3-517-08738-2.
- Schlank statt sauer. Südwest Verlag, München 2012, ISBN 978-3-517-08724-5.
- Suppenfasten. Trias Verlag, Stuttgart 2013, ISBN 978-3-8304-6690-1.
- Fasten für Berufstätige. Südwest Verlag, München 2014, ISBN 978-3-517-08915-7.
- Individuell entsäuern. Südwest Verlag, München 2015, ISBN 978-3-517-08969-0.
- Typgerecht Intervallfasten, Südwest Verlag, München 2019, ISBN 978-3-517-09906-4.
- Mit Benjamin Börner: Voller Energie statt chronisch erschöpft. Das 5-Wochen-Programm: Ernährung, Entgiftung, Entspannung., Trias Verlag, Stuttgart 2021, ISBN 978-3-432-11257-2.